# Burchell Alexander McPherson

Bischofswappen von Burchell Alexander McPherson

Burchell Alexander McPherson (* 7. Mai 1951 in Mavis Bank, County Surrey) ist ein jamaikanischer Geistlicher und emeritierter römisch-katholischer Bischof von Montego Bay.

## Leben
Burchell Alexander McPherson wuchs als jüngster von sechs Geschwistern in einer methodistischen Familie in Halls Delight in den Blue Mountains auf. Durch seine pfingstkirchlich-fromme Mutter kam McPherson in Kontakt mit der Katholischen Charismatischen Erneuerung und konvertierte 1976 zur katholischen Kirche. Er leitete die Jugendseelsorge im Erzbistum Kingston in Jamaika, bis Erzbischof Samuel Emmanuel Carter SJ ihn als Laien mit der Leitung einer Gemeinde in Kingston betraute. 1986 wurde er zum Diakon geweiht, am 23. Juni 1991 empfing er das Sakrament der Priesterweihe. Als Priester war er u. a. Pfarrer von Sts. Peter and Paul in Kingston.
Am 11. April 2013 ernannte Papst Franziskus Burchell Alexander McPherson zum Bischof von Montego Bay. Die Bischofsweihe spendete ihm der emeritierte Erzbischof von Kingston in Jamaika, Donald James Reece, am 8. Juni desselben Jahres; Mitkonsekratoren waren der Bischof von Mandeville, Neil Edward Tiedemann CP, und der Erzbischof von Kingston in Jamaika, Charles Henry Dufour.
Papst Franziskus nahm am 16. Oktober 2023 das vorzeitige Rücktrittsgesuch von Burchell Alexander McPherson an.